# Bathylagus euryops
El esperlán común (Bathylagus euryops) es un pez marino de la familia de los argentínidos, que aunque frecuente no es pescado para comercializarlo. La especie se distribuye por el este del océano Atlántico: desde Islandia, islas Feroe e islas Shetland -en el norte- hasta Portugal -más al sur-, así como en la costa de Canadá.

## Anatomía
La longitud máxima descrita es de 13 cm, con un cuerpo robusto y comprimido; la abertura de las branquias es pequeña; la base de la aleta anal es más larga que la longitud del pedúnculo de la aleta caudal. Poseen un pigmento oscuro sobre las escamas.

## Hábitat y biología
Viven cerca del fondo marino, en aguas muy profundas entre 500 y 3200 metros. A veces ha sido capturado en grandes agregaciones de individuos; tanto los huevos como las larvas son pelágicos. Se alimenta exclusivamente de pequeños crustáceos.